# باول دامور
باول دامور (بالإنجليزية: Paul D'Amour)‏ هو عازف قيثارة وموسيقي أمريكي، ولد في 12 مايو 1967 في سبوكين في الولايات المتحدة.

## وصلات خارجية
- الموقع الرسمي
- باول دامور على موقع IMDb (الإنجليزية)
- باول دامور على موقع ميوزك برينز (الإنجليزية)
- باول دامور على موقع ديسكوغز (الإنجليزية)